# Бърни Сандърс
Бърнард „Бърни“ Сандърс (на английски: Bernard „Bernie“ Sanders) е американски политик и младши сенатор от щата Върмонт от 2007 г. Той е кандидат за номинацията на Демократическата партия за президент на САЩ на изборите през 2016 г. и 2020 г.
Преди да стане член на Демократическата партия през 2015 г., Сандърс е най-дълго служилият независим в историята на Конгреса на САЩ. От 1981 до 1989 г. е кмет на Бърлингтън – най-големият град във Върмонт, а от 1991 до 2007 г. е независим конгресмен.
Сандърс е роден и отрасъл в Бруклин, Ню Йорк и завършва висше образование в Чикагския унивеситет през 1964 г. Докато е студент, той активно участва в организацията на протести за граждански права от името на Конгреса за расово равенство и на Студетския координационен комитет за ненасилие. През 1970-те води неуспешни политически кампании за губернатор, докато е избран за кмет на Бърлингтън през 1981 година и след това преизбиран три пъти. Той служи 16 години в Камарата на представителите на САЩ преди да бъде избран за член на Сената през 2006 г. и преизбран през 2012 г.
Политическите възгледи на Сандърс са сходни с тези на европейските социалдемократи, особено на тези в Скандинавия. Той е и един от най-изявените критици на американската външна политика и неравенството на доходите в САЩ. Защитава въвеждането на универсално здравеопазване, отпуск по майчинство, безплатни обществени университети и реформа във финансирането на политическите кампании в САЩ. Той защитава конституционно гарантираните граждански свободи и граждански права, критикува расовата дискриминация в системата на наказателното правораздаване, застъпва се за правата на лична неприкосновеност срещу политиката на масово наблюдение, като например програмите за надзор на АНС.
Неговата кампания за номинацията на демократичната партия, стартирала на 30 април 2015 г. печели 22 щатски предварителни избори и 13 милиона гласове. На 12 юли 2016 г. той официално дава подкрепата си за Хилъри Клинтън.
На 19 февруари 2019 г. Сандърс обявява кампанията си за кандидатурата на демократите за президент на САЩ през 2020 година.

## Ранни години
Бърнард Сандърс е роден на 8 септември 1941 г. в Бруклин, Ню Йорк. Баща му е роден в Полша (тогава в Австро-Унгарската провинция Галиция) в еврейско семейство и през 1921 г. емигрира в САЩ на 17-годишна възраст. Майка му е родена в Ню Йорк на 2 октомври 1912 г. Нейните родители са еврейски имигранти от Полша и Русия. Много от роднините им, които остават в Полша, са убити по време на Холокоста.
Сандърс започва да се интересува от политика от ранна възраст. Посещава еврейско училище, учи иврит, и играе баскетбол. По-късно завършва средното си образование в гимназията „Джеймс Медисън“, където продължава да се занимава със спорт. Майка му умира през юни 1959 г. на възраст 46 години, а баща му умира три години по-късно на 4 август 1962 г., на възраст 57 години.
Бърни Сандърс учи в Бруклинския колеж за една година през 1959 – 1960 г. преди да се прехвърли в Чикагския университет и се дипломира с бакалавърска степен по политически науки през 1964 г. След това става студент в Новото училище за социални изследвания в Ню Йорк. Той сам си дава оценка като посредствен студент, защото класната стая за него е „скучна и без значение“, докато общността му предоставя най-добрите условия за учене.

## Политическа кариера

### Студентски политически активизъм
Докато е студент в Чикагския университет, Сандърс се присъединява към Младежката социалистическа лига (младежката организация на социалистическата партия в САЩ) и активно участва в движението за граждански права като организатор на протести от името на Конгреса за расово равенство и на Студетския координационен комитет за ненасилие. През 1962 г. е сред организаторите на протест срещу сегрегацията в университетските общежития. През 1963 г. участва в похода към Вашингтон, където Мартин Лутър Кинг произнася известната си реч „Аз имам една мечта“. През лятото на същата година е арестуван по време на демонстрация против сегрегацията в училищата и глобен 25 долара.
Освен в движението за граждански права, Бърни Сандърс участва и в няколко антивоенни митинги. Въпреки че е против войната, той никога не критикува тези, които участват във войната във Виетнам и подкрепя ветераните.
След като завършва колеж, Сандърс се завръща в Ню Йорк, където първоначално работи в различни области, включително като учител, помощник на психиатрите и дърводелец. През 1968 г. се мести в щата Върмонт, защото е „запленен от селския живот“. След пристигането си там работи като дърводелец, режисьор и писател , като създава и продава радикални филмови ленти и други образователни материали на училищата. Той също така пише и няколко статии за местен алтернативен вестник.

### Кмет на Бърлингтън (1981 – 1989)
Бърни Сандърс започва предизборната си политическа кариера през 1971 г. като член на Партията на Свободния Съюз, която възниква по време на антивоенното движение в Народната партия. Той води кампании като кандидат на Свободния съюз за губернатор на Върмонт през 1972 г. и 1976 г. и като кандидат за сенатор през 1972 г. и 1974 г. През 1974 г. в напреварата за сенаторско място, Сандърс завършва на трето място (5901 гласа; 4,1%), зад 33-годишния Патрик Лийхи (70629 гласа; 49,4%) и Дик Малари (66 223 гласа; 46,3%).
Това се оказва и зенита на Свободния съюз и по-малко от година след това, през 1977 година, Сандърс го напуска. След това работи като писател и директор на Народното историческо общество.
През 1980 г., по съвета на своя близък приятел и политически довереник Ричард Шугърмен, професор по религия в университета на Върмонт, Сандърс се кандидатира за кмет на Бърлингтън. По това време Сандърс е на 39 години. В оспорвани избори успява да победи тогавашния кмет, Пакет, който заема поста си в продължение на 13 години, бивайки преизбран 5 последователни пъти. Сандърс печели с разлика само от 10 гласа и след това е преизбран за кмет през 1983 г. с 53% и 1985 г. с 55%. През 1987 г. печели срещу Пол Лафайет, който е поддържан и от двете партии. По време на мандатите си открито се нарича социалист. Почитател е на Ноам Чомски и през 1985 организира негова лекция в сградата на общината. Балансира бюджета на града и започва мащабни проекти за облагородяването на жилищната му среда. През 1987 е обявен от Ю Ес Нюз енд Уърлд Рипорт за един от най-добрите американски кметове, а до днес Бърлингтън е сочен като един от най-добрите градове за живеене в САЩ.
След четири двугодишни мандата, Бърни Сандърс решава да не търси преизбиране през 1989 г. Той изнася политически лекции в Харвардския университет през 1989 г. и в колежа Хамилтън през 1991 г.

### Конгресмен (1990 – 2006)
При избирането му през 1990 за конгресмен Вашингтон Поуст го нарича „първият избран социалист в Конгреса от десетилетия“. По време на мандата му често е в пререкания с колегите си от двете политически партии, като ги обвинява, че работят „за богатите“. Въпреки левите си убеждения, Сандърс е защитник на правото да се носи оръжие и гласува против закон за проверка на миналото при закупуване на пушки и за закон, който освобождава оръжейните компании от отговорност, ако продуктите им се използват в престъпления.
Сандърс е противник на войната в Ирак, но поддържа използването на сила срещу терористи. Гласува против Патриотичния закон и е изявен критик на президента Джордж Уокър Буш и ръководителя на Федералния резерв Алън Грийнспан.

### Сенатор (2007 – 2015)
През 2006 е избран за сенатор от Върмонт след най-скъпата политическа кампания в историята на щата, като побеждава противника си с резултат почти 2:1. През 2012 е преизбран на поста си с резултат 71%. В конгреса е член на комисиите по Бюджет, Околна среда, Енергетика, Здравеопазване и Образование, и на комисията за Ветераните от войните.

### Кандидат за президент на САЩ
На 30 април 2015 обявява намерението си да се кандидатира за президент на САЩ от името на Демократическата партия

## Политически възгледи
Сандърс определя себе си като социалист, демократичен социалист и прогресивист. Привърженик е на Скандинавския модел на социална държава. Други го наричат „newdealer“ 

### Икономическа политика
Застъпва се за въвеждане на минимална часова ставка за труда от $15. Противник е на данъчните отстъпки за инвестиционни фондове. Желае да бъде увеличена на 90% ставката на подоходните данъци за най-богатите, като се намалят ставките за средната класа и работниците.
Предлага да бъдат разделени на по-малки, три от четирите банки, които бяха спасени с пари на данъкоплатците по време на финансовата криза през 2007. Противник е на Тихоокеанското споразумение за свободна търговия, за което твърди, че е довело до загуба на работни места в САЩ. Смята, че трябва да се улесни създаването на профсъюзи в САЩ, да се създаде законова рамка за съществуването на кооперативи и да се задължат американските фирми, които са регистирирани в чужбина да плащат корпоративен данък в САЩ, като по този начин са унищожат офшорните зони.

### Социална политика
Сандърс смята, че трябва да се създаде система за ранни грижи и образование на децата още от шестседмична възраст чрез детски градини. Дълги години се застъпва за намаляване на лихвите по студентските заеми и за създаване на безплатни колежи и университети в САЩ. Привържениик е на универсална система на здравеопазване с един платец – правителството, на легализация на абортите и легализация на марихуаната.
Намира глобалното затопляне за сериозен проблем на човечеството. Противник е на ядрената енергетика. Смята, че трябва да се забрани на американски фирми, които са контролирани от чужденци, да финансират политически кампании в САЩ и да се ограничи размера на даренията за политици.

### Външна политика
Според Сандърс израело-палестинският конфликт трябва да се реши, чрез създаване на две отделни държави – арабска и еврейска. Поддържа нормализирането на отношенията на САЩ с Иран и Куба. Противник е на военна интервенция, която да унищожи Ислямска държава.

## Семейство и религия
Бърни Сандърс е женен два пъти. С първата си съпруга нямат деца. Има извънбрачен син Леви Сандърс, роден през 1969. Осиновил е трите деца на втората си съпруга. Има 7 внука от тях и Леви. Сандърс заявява за себе си, че е евреин, но не се интересува от религия. През 1987 записва албум с фолк музика.